# Pica-bois-de-bico-vermelho
O pica-boi-de-bico-vermelho (nome científico: Buphagus erythrorynchus) é uma ave passeriforme da família dos pica-bois, Buphagidae. É nativo da savana da África subsaariana, desde o leste da República Centro-Africana até o Sudão do Sul e do sul até o norte e leste da África do Sul. Seu alcance se sobrepõe ao do pica-boi de bico amarelo, menos difundido.

## Distribuição
O pica-boi-de-bico-vermelho é nativo da savana da África subsaariana. A espécie abrange Etiópia e Somália, passando pela Quênia, Tanzânia, Malawi e Zâmbia, até o sul da África, Botswana, Zimbábue, sul de Moçambique e nordeste da África do Sul.

## Descrição
Um pica-boi juvenil é marrom mais escuro que seus pais. Seu bico é verde-oliva escuro no início, mas gradualmente assume a coloração adulta após quatro meses. Seu vôo é forte e direto, e seu chamado é um trik-quiss sibilante e crepitante.

## Comportamento
O pica-boi-de-bico-vermelho nidifica em buracos de árvores forrados com pelos arrancados do gado. Põe de 2 a 5 ovos, sendo três a média. Fora da época de reprodução, forma bandos grandes e tagarelas.
O habitat preferido é campo aberto, e o pica-boi-de-bico-vermelho come insetos . Tanto o nome inglês quanto o nome científico surgem do hábito dessa espécie de pousar em grandes mamíferos selvagens e domesticados, como gado, e comer carrapatos. Um aspecto incomum é que a ave pode pousar nos úberes de uma impala e sugar seu leite. A relação desta espécie com os rinocerontes dá ao nome suaíli Askari wa kifaru, que significa "guarda do rinoceronte".

Um adulto consome quase 100 carrapatos Rhipicephalus (Boophilus) decoloratus fêmeas cheias de sangue, ou mais de 12.000 larvas em um dia. No entanto, seu alimento preferido é o sangue e, embora possam ingerir carrapatos inchados de sangue, também se alimentam dele diretamente, bicando as feridas do mamífero para mantê-las abertas.

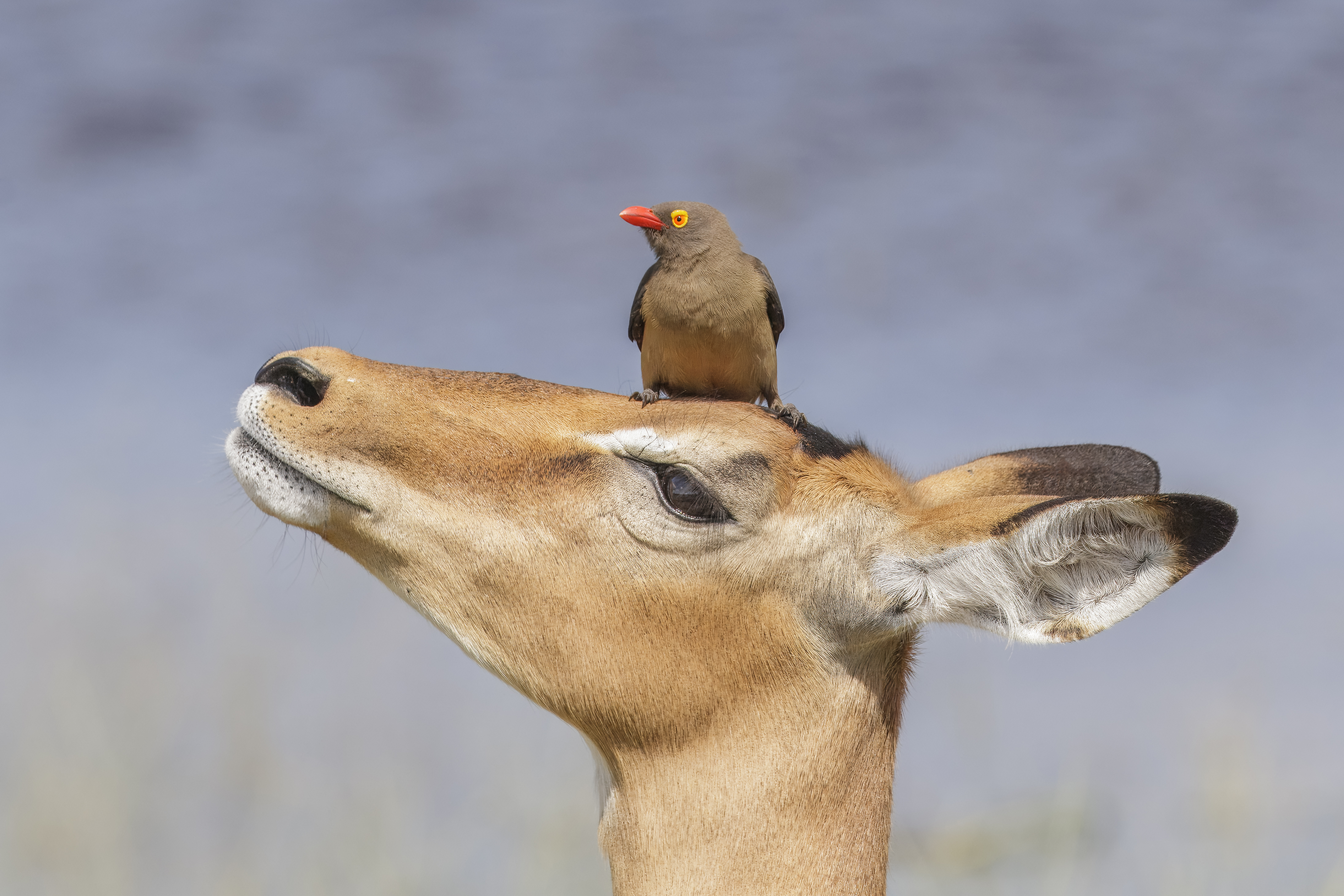
Empoleirado em uma ovelha impala
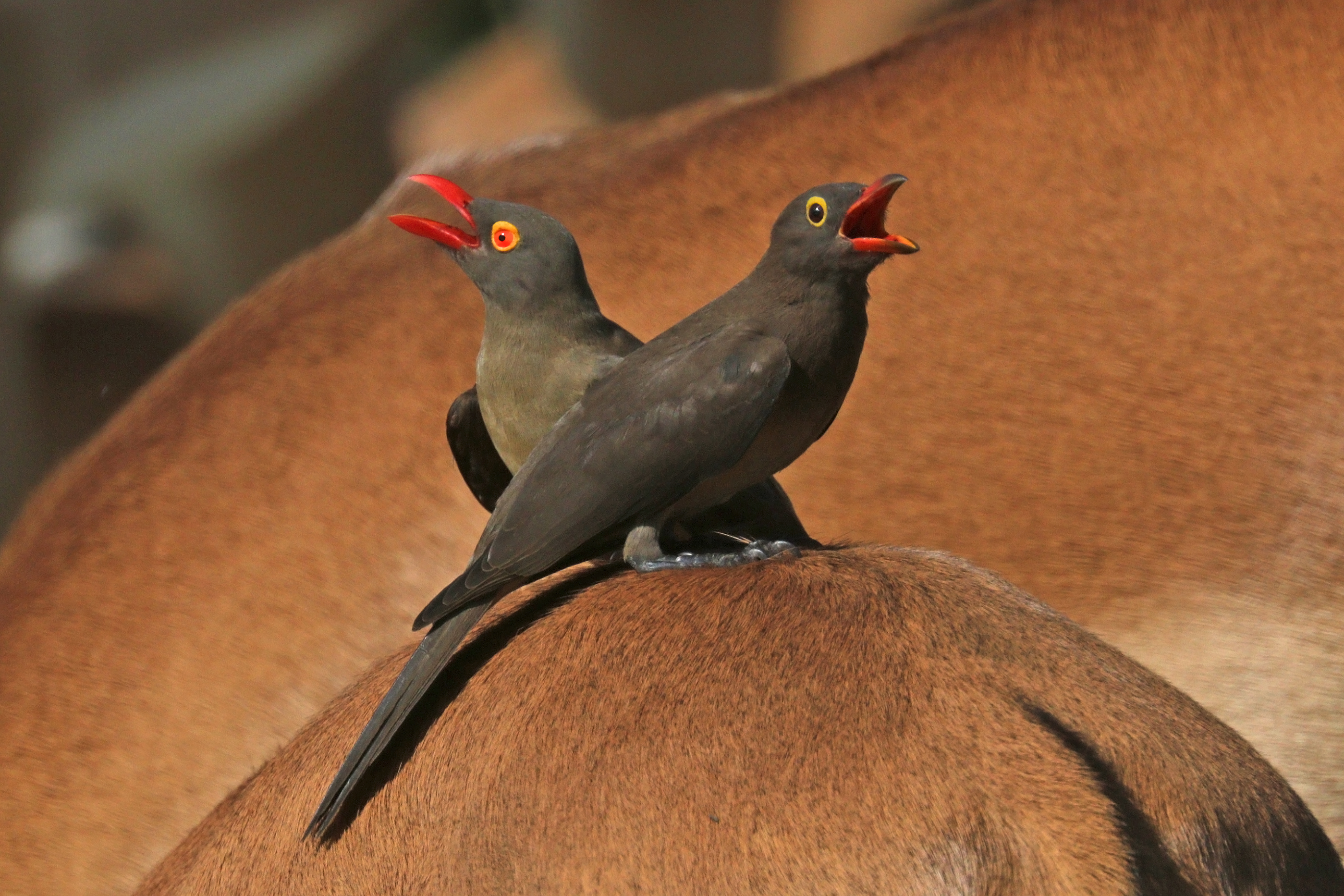
adulto (L) sub-adulto (R) em impala
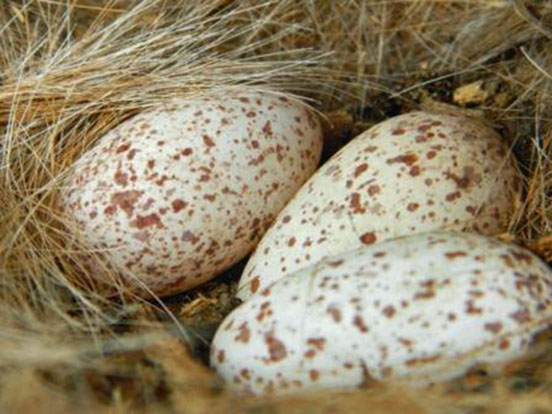
Ovos em um ninho forrado com cabelo impala, Quênia
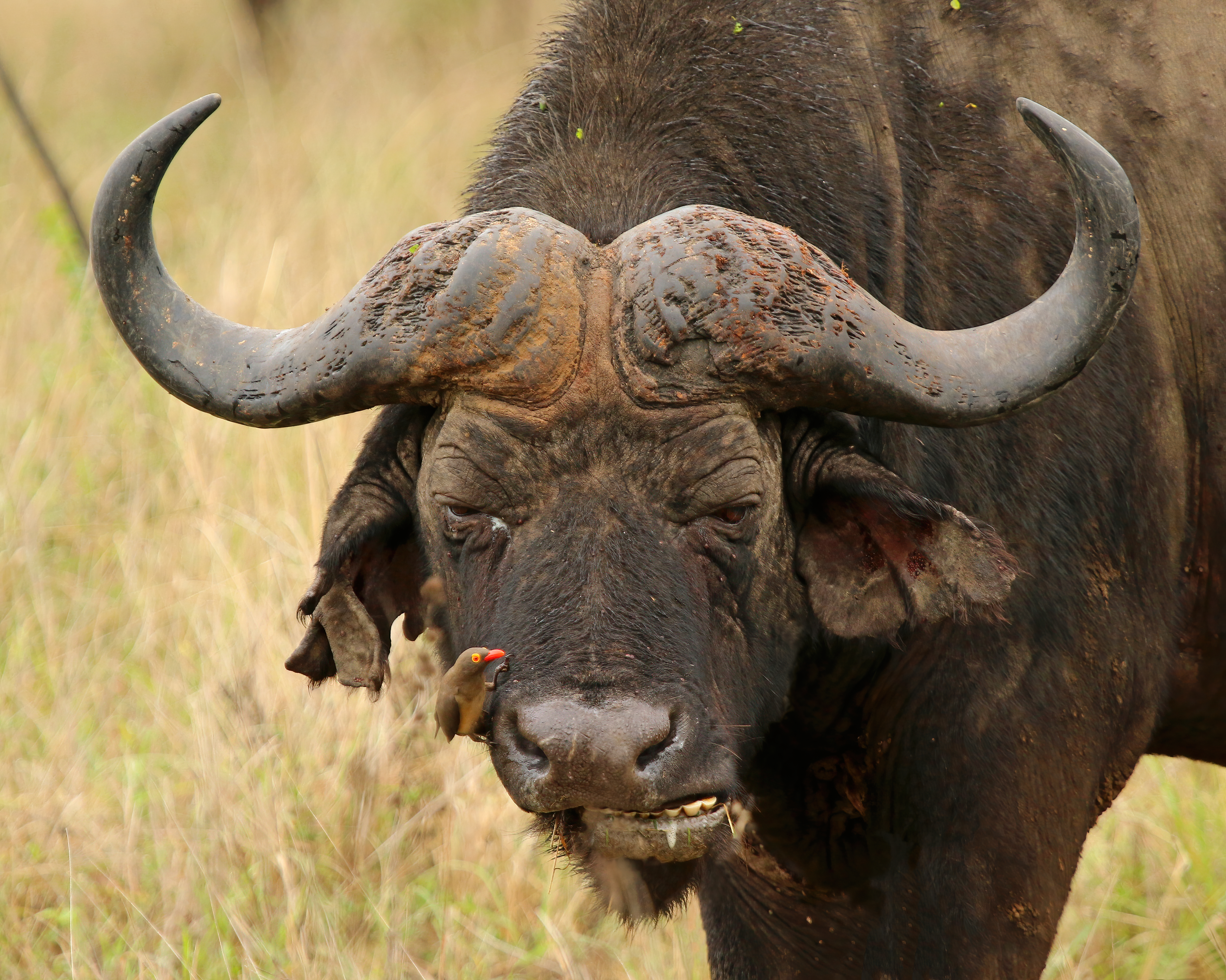
Bandos em um búfalo africano

Observações de campo em rinocerontes mostraram pica-bois alertando o rinoceronte míope do perigo.